# Fuego Salvaje
Wildfire (Fuego Salvaje en Latinoamérica y España) es una serie animada estadounidense de 1986 producida por Hanna-Barbera. La serie narra las aventuras de Sara, una chica de 13 años criada en la Tierra, pero que en realidad es la princesa del mágico reino de Dar-Shan. La serie se estrenó en la cadena CBS el 13 de septiembre de 1986. Solo consta de una temporada, de 13 episodios. El casting original estaba formado, entre otros por: Georgi Irene, John Vernon, Rene Auberjonois, Jessica Walter, Billy Barty, Lilly Moon y Susan Blu.
Los layouts se realizaron en Jaime Díaz Producciones, de Buenos Aires. Allí colaboraron numerosos historietistas como Armando Dacol, Víctor Braxator, Carlos Meglia, Sergio Mulko, Carlos Leopardi, José Massaroli, Alberto Caliva, Daniel Haupt, Andrés Klacik, Jesús Balbi.

## Historia
Tras la muerte de la Reina Sarana a causa de la maldición que le lanzó su hermanastra Lady Diabolyna, la princesa Sara de Thurinia fue salvada de las garras de la malvada Diabolyna cuando era bebé por un místico caballo llamado Fuego Salvaje (Wildfire en inglés). El caballo parlante, con el poder de cruzar dimensiones fue el encargado de llevarse a la niña del planeta Dar-Shan para evitar que ella también muriera por la maldición y la alojó en Montana, donde es acogida por un granjero llamado John Cavanaugh. Lady Diabolyna siempre consideró a su difunta hermanastra débil e incapaz de gobernar. Para ganar su trono "legítimo", aprendió magia oscura y se alió con los Espectros demoníacos.
13 años después, cuando Sara conoce su verdadera identidad y está lista para luchar contra el mal, Fuego Salvaje la trajo de vuelta a Dar-Shan para recuperar su reino. Fuego Salvaje invoca a Sara por medio de su amuleto mágico y la transporta a través de las dimensiones a su hogar real en Dar-Shan cada vez que hay problemas. Sara se une con sus amigos que consisten en un hechicero llamado Alvinar, un niño llamado Dorin y su potro cobarde Brioso (Brutus en inglés) para detener a su malvada tía hermanastra. Ellen, la amiga aborigen de John y Sara, proporciona apoyo moral en la Tierra.
Lady Diabolyna es ayudada por los Goons, criaturas dañinas que consisten en Dweedle, Nerts, Booper, Mudlusk y Thimble. Antes eran guardias personales de Diabolyna hasta que adquirieron sus monstruosas apariencias por los Espectros al abrir la urna que los contenía cuando Diabolyna se los ordenó.
Cada episodio revela más y más del mítico mundo de Dar-Shan y le dio a su audiencia una nueva pieza del rompecabezas para ayudar a razonar los eventos pasados que condujeron al estado actual de la situación. Más tarde se reveló que el padre adoptivo de Sara, John, era en realidad el Príncipe Cavan, su padre biológico, enviado a la Tierra para protegerla de la maldición que Lady Diabolyna y los Espectros habían puesto en Dar-Shan. Sara y Fuego Salvaje son los únicos que conocen la verdadera identidad de John, que se ha mantenido en secreto incluso de él mismo.

## Episodios
| N° de Episodio | Título                         | Escrito por                                       | Estreno en Estados Unidos |
| -------------- | ------------------------------ | ------------------------------------------------- | ------------------------- |
| 1              | «Once and Future Queen»        | Jeff Segal y Kelly Ward                           | 13 de septiembre de 1986  |
| 2              | «A Visit to Wonderland»        | John Loy                                          | 20 de septiembre de 1986  |
| 3              | «The Ogre's Bride»             | Linda Woolverton                                  | 27 de septiembre de 1986  |
| 4              | «Secret of Sinti Magic»        | David Schwartz y John Loy                         | 4 de octubre de 1986      |
| 5              | «A Meeting in Time»            | Tony Marino y John Loy                            | 11 de octubre de 1986     |
| 6              | «The Highwayman»               | Linda Woolverton                                  | 18 de octubre de 1986     |
| 7              | «The Pixie Painters»           | Jina Bacaar y John Loy                            | 25 de octubre de 1986     |
| 8              | «The Name is the Game»         | Mark Edens                                        | 1 de noviembre de 1986    |
| 9              | «Strangers in the Night»       | John Loy                                          | 8 de noviembre de 1986    |
| 10             | «Dragons of Dar-Shan»          | Mark Edens, Eric Lewald, Jeff Segal, y Kelly Ward | 15 de noviembre de 1986   |
| 11             | «King for a Day»               | John Loy                                          | 22 de noviembre de 1986   |
| 12             | «Where the Dreams Come From»   | Jeff Segal, Kelly Ward, y John Loy                | 6 de diciembre de 1986    |
| 13             | «Wildfire: King of the Horses» | John Loy                                          | 13 de diciembre de 1986   |